# Single numer jeden w roku 2018 (Węgry)
2018 – dwudziesty rok, w którym było prowadzone zestawienie najlepiej sprzedających się singli na Węgrzech.

## Historia notowania
| Data publikacji | Utwór                             | Wykonawca                       | Źródło |
| --------------- | --------------------------------- | ------------------------------- | ------ |
| 29 grudnia      | „Havana”                          | Camila Cabello feat. Young Thug | [ 2 ]  |
| 5 stycznia      | „Havana”                          | Camila Cabello feat. Young Thug | [ 3 ]  |
| 12 stycznia     | „Perfect”                         | Ed Sheeran                      | [ 4 ]  |
| 19 stycznia     | „Perfect”                         | Ed Sheeran                      | [ 5 ]  |
| 26 stycznia     | „Perfect”                         | Ed Sheeran                      | [ 6 ]  |
| 2 lutego        | „Perfect”                         | Ed Sheeran                      | [ 7 ]  |
| 9 lutego        | „Perfect”                         | Ed Sheeran                      | [ 8 ]  |
| 16 lutego       | „Perfect”                         | Ed Sheeran                      | [ 9 ]  |
| 23 lutego       | „Viszlát nyár”                    | AWS                             | [ 10 ] |
| 2 marca         | „Ízig-vérig”                      | Funktasztikus                   | [ 11 ] |
| 9 marca         | „Perfect”                         | Ed Sheeran                      | [ 12 ] |
| 16 marca        | „A tökéletesség hibája”           | Road                            | [ 13 ] |
| 23 marca        | „In My Blood”                     | Shawn Mendes                    | [ 14 ] |
| 30 marca        | „Mindenki táncol /90`/”           | Majka                           | [ 15 ] |
| 6 kwietnia      | „50”                              | Ákos                            | [ 16 ] |
| 13 kwietnia     | „Perfect”                         | Ed Sheeran                      | [ 17 ] |
| 20 kwietnia     | „No Tears Left to Cry”            | Ariana Grande                   | [ 18 ] |
| 27 kwietnia     | „Without You”                     | Avicii feat. Sandro Cavazza     | [ 19 ] |
| 4 maja          | „Flames”                          | David Guetta & Sia              | [ 20 ] |
| 11 maja         | „Viszlát nyár”                    | AWS                             | [ 21 ] |
| 18 maja         | „Fake Love”                       | BTS                             | [ 22 ] |
| 25 maja         | „Vagyok olyan szemét”             | Tankcsapda                      | [ 23 ] |
| 1 czerwca       | „One Kiss”                        | Calvin Harris & Dua Lipa        | [ 24 ] |
| 8 czerwca       | „Flames”                          | David Guetta & Sia              | [ 25 ] |
| 15 czerwca      | „One Kiss”                        | Calvin Harris & Dua Lipa        | [ 26 ] |
| 22 czerwca      | „Nem tudja senki”                 | Follow the Flow                 | [ 27 ] |
| 29 czerwca      | „Nem tudja senki”                 | Follow the Flow                 | [ 28 ] |
| 6 lipca         | „Nem tudja senki”                 | Follow the Flow                 | [ 29 ] |
| 13 lipca        | „Flames”                          | David Guetta & Sia              | [ 30 ] |
| 20 lipca        | „Solo”                            | Clean Bandit feat. Demi Lovato  | [ 31 ] |
| 27 lipca        | „Nem tudja senki”                 | Follow the Flow                 | [ 32 ] |
| 3 sierpnia      | „Füttyös”                         | Majka X Curtis X Viktor Király  | [ 33 ] |
| 10 sierpnia     | „Füttyös”                         | Majka X Curtis X Viktor Király  | [ 34 ] |
| 17 sierpnia     | „Füttyös”                         | Majka X Curtis X Viktor Király  | [ 35 ] |
| 24 sierpnia     | „Füttyös”                         | Majka X Curtis X Viktor Király  | [ 36 ] |
| 31 sierpnia     | „Füttyös”                         | Majka X Curtis X Viktor Király  | [ 37 ] |
| 7 września      | „Füttyös”                         | Majka X Curtis X Viktor Király  | [ 38 ] |
| 14 września     | „Füttyös”                         | Majka X Curtis X Viktor Király  | [ 39 ] |
| 21 września     | „In My Mind”                      | Dynoro & Gigi D’Agostino        | [ 40 ] |
| 28 września     | „In My Mind”                      | Dynoro & Gigi D’Agostino        | [ 41 ] |
| 5 października  | „Shallow”                         | Lady Gaga & Bradley Cooper      | [ 42 ] |
| 12 października | „In My Mind”                      | Dynoro & Gigi D’Agostino        | [ 43 ] |
| 19 października | „Shallow”                         | Lady Gaga & Bradley Cooper      | [ 44 ] |
| 26 października | „Shallow”                         | Lady Gaga & Bradley Cooper      | [ 45 ] |
| 2 listopada     | „In My Mind”                      | Dynoro & Gigi D’Agostino        | [ 46 ] |
| 9 listopada     | „In My Mind”                      | Dynoro & Gigi D’Agostino        | [ 47 ] |
| 16 listopada    | „In My Mind”                      | Dynoro & Gigi D’Agostino        | [ 48 ] |
| 23 listopada    | „Shallow”                         | Lady Gaga & Bradley Cooper      | [ 49 ] |
| 30 listopada    | „All I Want for Christmas Is You” | Mariah Carey                    | [ 50 ] |
| 7 grudnia       | „All I Want for Christmas Is You” | Mariah Carey                    | [ 51 ] |
| 14 grudnia      | „All I Want for Christmas Is You” | Mariah Carey                    | [ 52 ] |
| 21 grudnia      | „All I Want for Christmas Is You” | Mariah Carey                    | [ 53 ] |